# Лакинтана, Игнасио
Игнасио Хесус Лакинтана Марсико (исп. Ignacio Jesús Laquintana Marsico; род. 1 февраля 1999 года, Пайсанду, Уругвай) — уругвайский футболист, полузащитник клуба «Ред Булл Брагантино».

## Биография
Лакинтана — воспитанник клуба «Дефенсор Спортинг». 8 сентября 2018 года в матче против «Серро» дебютировал в уругвайской Примере. В этом же поединке забил свой первый гол за «Дефенсор Спортинг». В 2019 году в матче Кубка Либертадорес против боливийского «Боливара» отметился забитым голом.
В конце августа 2021 года перешёл в «Пеньяроль». В первом же сезоне помог своей новой команде стать чемпионом Уругвая.

## Титулы и достижения
- Чемпион Уругвая (1): 2021